# Gracilentulus americanus
Gracilentulus americanus är en urinsektsart som beskrevs av Andrzej Szeptycki 1993. Gracilentulus americanus ingår i släktet Gracilentulus och familjen lönntrevfotingar. Inga underarter finns listade i Catalogue of Life.